# Linycus exhortator
Linycus exhortator là một loài tò vò trong họ Ichneumonidae.